# Mariele Ventre
Maria Rachele Ventre, nota come Mariele Ventre (Bologna, 16 luglio 1939 – Bologna, 16 dicembre 1995), è stata una direttrice di coro italiana.
Fu la fondatrice del Piccolo Coro dell'Antoniano di Bologna, che diresse dal 1963 al 1995.

## Biografia
Nacque a Bologna da genitori lucani: suo padre Livio era originario di Marsico Nuovo e sua madre Maria Rotundo di Sasso di Castalda. Frequentò sin da piccola il convento di Sant'Antonio, nel quale già da ragazza collaborò come catechista. Dopo aver terminato gli studi magistrali nel 1957, si diplomò in pianoforte nel 1961 presso il Conservatorio «Giuseppe Verdi» di Milano.
Nello stesso anno i frati dell'Antoniano, la parrocchia da lei frequentata, le proposero di lavorare per lo Zecchino d'Oro che si svolgeva per la prima volta a Bologna dopo le prime due edizioni tenutesi a Milano; venne quindi presentata al conduttore Cino Tortorella e iniziò a collaborare alla realizzazione dell'evento con il compito di insegnare le canzoni ai bambini.
Nel 1963 fondò il Piccolo Coro dell'Antoniano che con lo Zecchino d'Oro costituì un binomio quasi indissolubile. Al Piccolo Coro e alla musica per i bambini Mariele Ventre dedicò tutta la vita. Nel 1979, nel corso della 22ª edizione dello Zecchino d'Oro, il periodico TV Sorrisi e Canzoni le assegnò il Telegatto per aver reso il Piccolo Coro una realtà mondiale.
Diresse il coro per oltre trent'anni fino alla prematura morte, avvenuta il 16 dicembre 1995 all'età di 56 anni a causa di un tumore al seno, venti giorni dopo la partecipazione alla 38ª edizione dello Zecchino d'Oro. Il 20 dicembre 1995 Rai 1 mandò in onda uno speciale in sua memoria. Dopo la sua morte, la direzione del "Piccolo Coro" fu affidata alla sua allieva Sabrina Simoni. Mariele Ventre riposa nel Campo Ex Fanciulli del cimitero monumentale della Certosa di Bologna.

## Omaggi e riconoscimenti

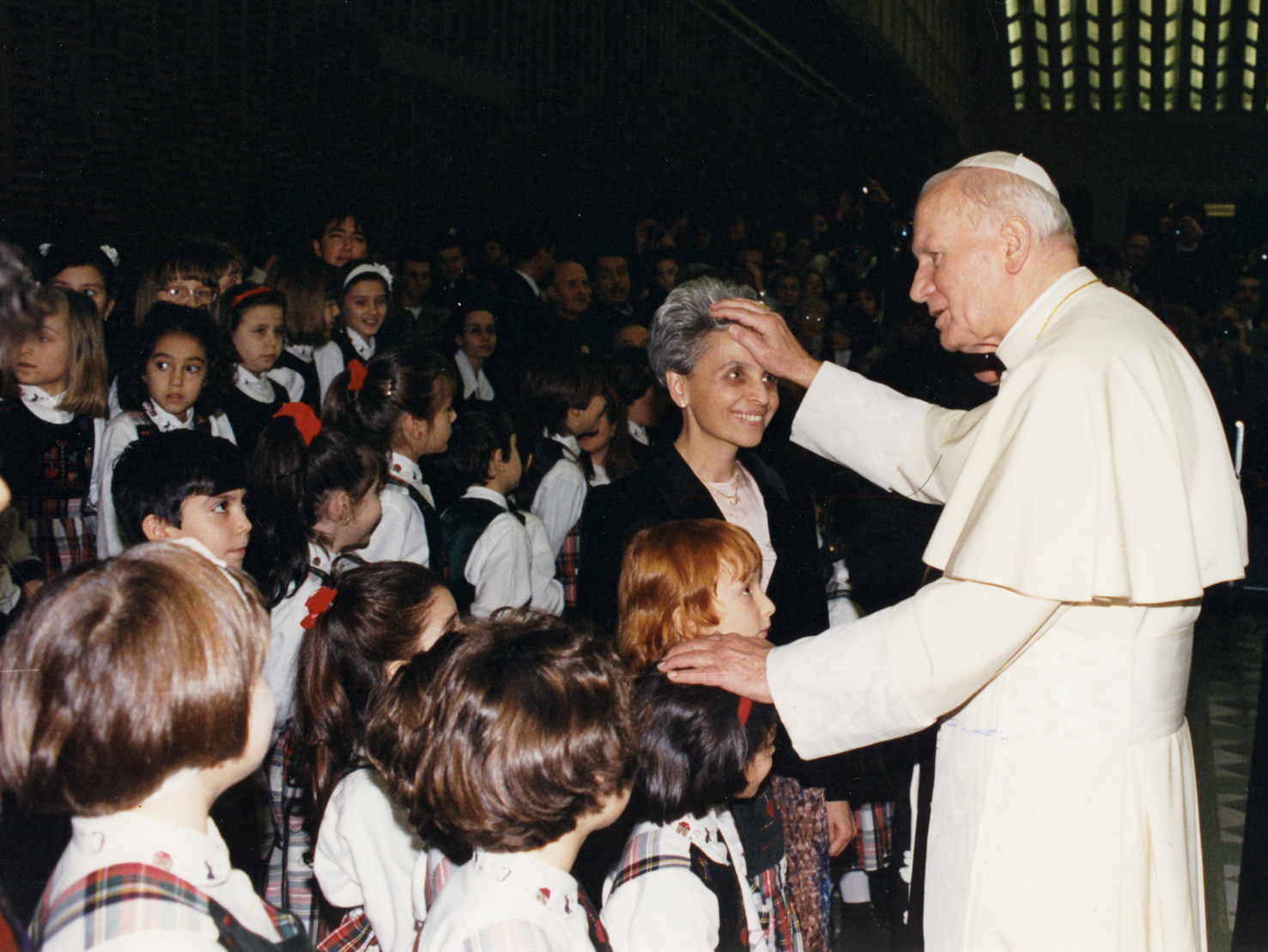
Mariele Ventre e papa Giovanni Paolo II nel 1994

In seguito alla sua morte i frati dell'Antoniano hanno scritto:
(Antoniano di Bologna)
In seguito alla sua morte il Piccolo Coro dell'Antoniano prende il nome Piccolo Coro "Mariele Ventre" dell'Antoniano.
Nel 1991 l'amministrazione comunale di Pomarico le conferisce il Premio LucaniaOro per il Sociale.
Dal 1996 in poi le opere realizzate dall'Antoniano tramite il Fiore della solidarietà vengono dedicate alla memoria di Mariele Ventre.
Il piazzale che fronteggia la chiesa di Sant'Antonio a Bologna è denominato: Largo Mariele Ventre.
Anche nel Comune di Giffoni Valle Piana (SA) la scuola dell'infanzia di via Cenere è stata intitolata a Mariele Ventre, qualche anno dopo la sua morte.
Nel 1996 l'Associazione Artenota nella persona legale del suo Presidente maestro Pietro Savoia, istituisce a Bagnara Calabra (RC) la prima edizione del Premio Mariele Ventre concorso nazionale per bambini dedicato a Mariele. Il premio da subito accolto, riconosciuto e legalmente ufficializzato dall'Antoniano di Bologna, dal suo Direttore Padre Berardo Rossi e dalla Fondazione Mariele Ventre nella persona legale di Maria Antonietta Ventre, sorella di Mariele. Il premio ebbe successo fin da subito e venne riproposto per oltre 15 anni con Bambini e cori provenienti da tutta Italia. 
A Marsico Nuovo le è stata intitolata la strada dove sorge la casa natia del papà, attigua alla piazza e le è stata dedicata una statua presso i giardini pubblici comunali. L'Associazione "Civitas Marsicana" ha intitolato a lei la sezione musicale "Marsico per Mariele".
A Mariele Ventre sono anche stati dedicati i giardini pubblici a Sestri Levante (con una statua che raffigura la Ventre nell'atto di dirigere un coro di pesci) e a Salerno, nel quartiere di Pastena, il teatro comunale di Sasso di Castalda, le scuole primarie a L'Aquila nel quartiere di Pettino, a Rovigo nella frazione di Granzette, inoltre le scuole dell'infanzia a Latina, a San Damiano d'Asti, a Torino nella periferia sud, a Bertinoro nella frazione di Fratta Terme e infine un asilo nido a Roseto degli Abruzzi.
Nel 2011 il francescano padre Berardo Rossi, tra i fondatori dell'Antoniano e biografo della Ventre, ha presentato domanda di beatificazione all'Arcidiocesi di Bologna. Grazie a Mariele Ventre l'Antoniano e il Piccolo Coro sono diventati famosi in tutto il mondo.
Dopo la sua morte le fu dedicato un CD intitolato Omaggio a Mariele, che contiene brani eseguiti dal Piccolo Coro dell'Antoniano, dalle Verdi Note dell'Antoniano (in cui è incisa Ele, canzone che il Piccolo Coro e le Verdi Note dell'Antoniano le dedicarono durante la 39ª edizione dello Zecchino d'Oro, un anno dopo la sua scomparsa) e da bambini di case di accoglienza del Sud America che prendono il suo nome. Il CD fu edito nel 1999 dall'Antoniano.
Nel 2001 Maria Francesca Polli e Franco Fasano componegono "Dal cielo con amore" dedicata a Mariel Ventre, che da anche il titolo al primo evento della Galassia di Chicco e Doretta.
Antonella Boriani e Gian Marco Gualandi, a loro volta allievi di Mariele, le hanno dedicato una canzone (intitolata Mariele chi è?), cantata dal Piccolo Coro il 22 novembre 2005 durante la prima giornata del 48º Zecchino d'Oro ed eseguita durante la trasmissione Natale da Favola il 21 dicembre 2005 assieme ai rappresentanti di tutti i "piccoli cori" facenti parte della Galassia di Chicco e Doretta ora divenuta Galassia dell'Antoniano.
Nel 2015 viene pubblicata, per il 20º anniversario dalla morte, Il segreto (per Mariele), incisa da Cristina D'Avena con il Piccolo Coro dell'Antoniano e le Verdi Note dell'Antoniano, scritta da Alessio Zini e Sara Casali, ex allievi nel Piccolo Coro e oggi autori, sia per il testo che per la musica; è inserita nella compilation dello Zecchino d'Oro 2015 e nel disco di Cristina D'Avena #lesiglepiùbelle.
Nello stesso anno viene pubblicato il libro Lettere da Mariele... Oltre le note dello Zecchino d’Oro a cura della Fondazione Mariele Ventre, nel quale sono state raccolte alcune delle oltre 30 000 lettere inedite, quelle più significative, inviate da Mariele in ogni parte del mondo e indirizzate sia a personaggi famosi e importanti che a persone comuni.
Nel 2016 nasce il coro Vecchioni di Mariele e dal marzo 2019 diventa l'Associazione Culturale a promozione sociale Vecchioni di Mariele APS per mantenere vivo il ricordo di Mariele e il repertorio musicale storico dell'Antoniano.
Nel 2017 il cantante pugliese Caparezza cita Mariele Ventre nella sua canzone Ti fa stare bene per introdurre il ritornello cantato da un coro di bambini.
A Marsico Nuovo, città natale del padre, è stata realizzata una statua bronzea di Mariele Ventre. Il monumento, inaugurato negli anni novanta, ha subito vari spostamenti fino alla decisione dell'amministrazione di collocarla nel parco giochi pubblico di viale Regina Margherita, luogo frequentato da bambini. Presso la casa appartenuta alla famiglia paterna, in una traversa di piazza Umberto I, poi diventata via Mariele Ventre, è stata posta una targa con dedica.
Nel settembre 2018 il comune di San Lazzaro di Savena ha intitolato a Mariele Ventre la scuola primaria di via Fornace.
Il 3 novembre 2019 la Rai ha trasmesso il film I ragazzi dello Zecchino d'Oro sulla nascita del Piccolo Coro dell'Antoniano in cui Matilda De Angelis impersona Mariele Ventre.